# Jakob Knissel
Jakob Philipp Knissel (* 6. November 1905 in Neunkirchen; † 9. Juni 1940 in Oches, Département Ardennes) war ein deutscher nationalsozialistischer Politiker.

## Leben und Wirken
Knissel war von 1930 bis 1934 Angestellter der Sparkasse in Landstuhl. Bereits zum 15. November 1926 trat er in die NSDAP ein (Mitgliedsnummer 47.243). Ab dem 1. Februar 1927 wurde er Ortsgruppenleiter von Landstuhl. Am 1. Juli 1931 wurde er Kreisleiter von Landstuhl-Waldmohr. Ab dem 30. November 1935 wurde er ebenfalls Kreisleiter in Homburg und von 1. Januar 1938 an zudem Kreisleiter im Kreis Kaiserslautern-Land.
Nach der Rückgliederung des Saarlandes in das Deutsche Reich war er von Dezember 1935 bis 1940 hauptamtlicher Bürgermeister der Stadt Homburg. Für die Reichstagswahlen am 29. März 1936 und am 10. April 1938 wurde er erfolglos als Kandidat für die Einheitsliste der Nationalsozialisten vorgeschlagen.
Von 1938 bis 1940 war er „mit der Wahrnehmung der Geschäfte des Stadtkämmerers der Stadt Wien beauftragt“. 1940 wurde er zum Wehrdienst eingezogen und fiel am 9. Juni 1940 in Oches in den Ardennen.